# Agatrix
Agatrix is een geslacht van weekdieren uit de klasse van de Gastropoda (slakken).

## Soorten
- Agatrix agassizii (Dall, 1889)
- Agatrix epomis (Woodring, 1928)
- Agatrix petiti Lozouet, 2015 †
- Agatrix strongi (Shasky, 1961)